# Friedrich Schiemann
Friedrich Schiemann (* 1918 in Hüls/Kreis Recklinghausen; † 18. Mai 1991 in Düsseldorf) war ein deutscher Maler.

## Leben
Schiemann war ein Enkel des 1936 verstorbenen Bildhauers Aloys Janik. Er war mit der Goldschmiedemeisterin Bettina Schiemann-Cürten (1941–2001) verheiratet, der Tochter eines Mediziners. Ihr Sohn Philipp Schiemann wurde 1969 geboren. Er ist Schriftsteller, Musiker und Filmschauspieler.
Schiemann wuchs in Dortmund in einer Bergmannsfamilie auf. Nach Abitur und Lehrerausbildung, Krieg und Gefangenschaft besuchte er von 1946 bis 1950 die Kunstakademie in Düsseldorf. Er war dort ein Schüler von Hauser und später erster Meisterschüler der Nachkriegsakademie bei Otto Pankok. Er war ab 1950 als freischaffender Künstler tätig.
Am 19. Juni 1953 erhielt er einen von vier Cornelius-Preisen vom Preisgericht des Kunstvereins Rheinland und Westfalen. Am Wettbewerb nahmen 141 Teilnehmer (Maler und Bildhauer) aus der damaligen Bundesrepublik mit etwa rund 500 Werken teil. Schiemann war einer der jüngsten Preisträger des Cornelius-Preises. Ein weiterer Preisträger aus dem Bereich der Malerei war 1953 Hermann Teuber von der Kunsthochschule Berlin-Charlottenburg.
1975 war Schiemann Gastdozent der Gesamthochschule Bochum und unternahm Studien- und Arbeitsreisen nach Korsika, Frankreich, Spanien und immer wieder nach Griechenland. Anfang der 1980er Jahre zeigte er seine griechischen Bilder in einer Reihe von Einzelausstellungen. Seine Werke wurde unter anderem durch die abstrakte Malerei Ernst Wilhelm Nays beeinflusst. Neben Gouachen und Ölgemälden entstanden hauptsächlich Aquarelle aber auch Porträts. Ein Merkmal seiner Malerei sind die breiter werdenden Pinselstriche. Nach 1975 abstrahierte er wieder stärker und seine Bilder wurden farbenfroher. Von 1989 bis 1991 entstand ein Spätwerk.